# Droga wojewódzka nr 514
Droga wojewódzka nr 514 (DW514) – droga wojewódzka łącząca stację kolejową Grudziądz Mniszek z drogą krajową DK55. Droga mierzy 27 metrów i jest najkrótszą drogą wojewódzką w Polsce.

## Miejscowości leżące przy trasie DW514
Województwo kujawsko-pomorskie
- Grudziądz (DK55)